# Tosca (film 1941)
Tosca è un film del 1941, tratto dal dramma La Tosca scritto nel 1887 da Victorien Sardou, di cui questa è la prima versione sonora. La regia del film è generalmente attribuita a Carl Koch, che subentrò a Jean Renoir, quando costui, a causa dello scoppio delle ostilità tra Italia e Francia, dovette abbandonare immediatamente Roma, avendo girato solo pochissime inquadrature.

## Trama

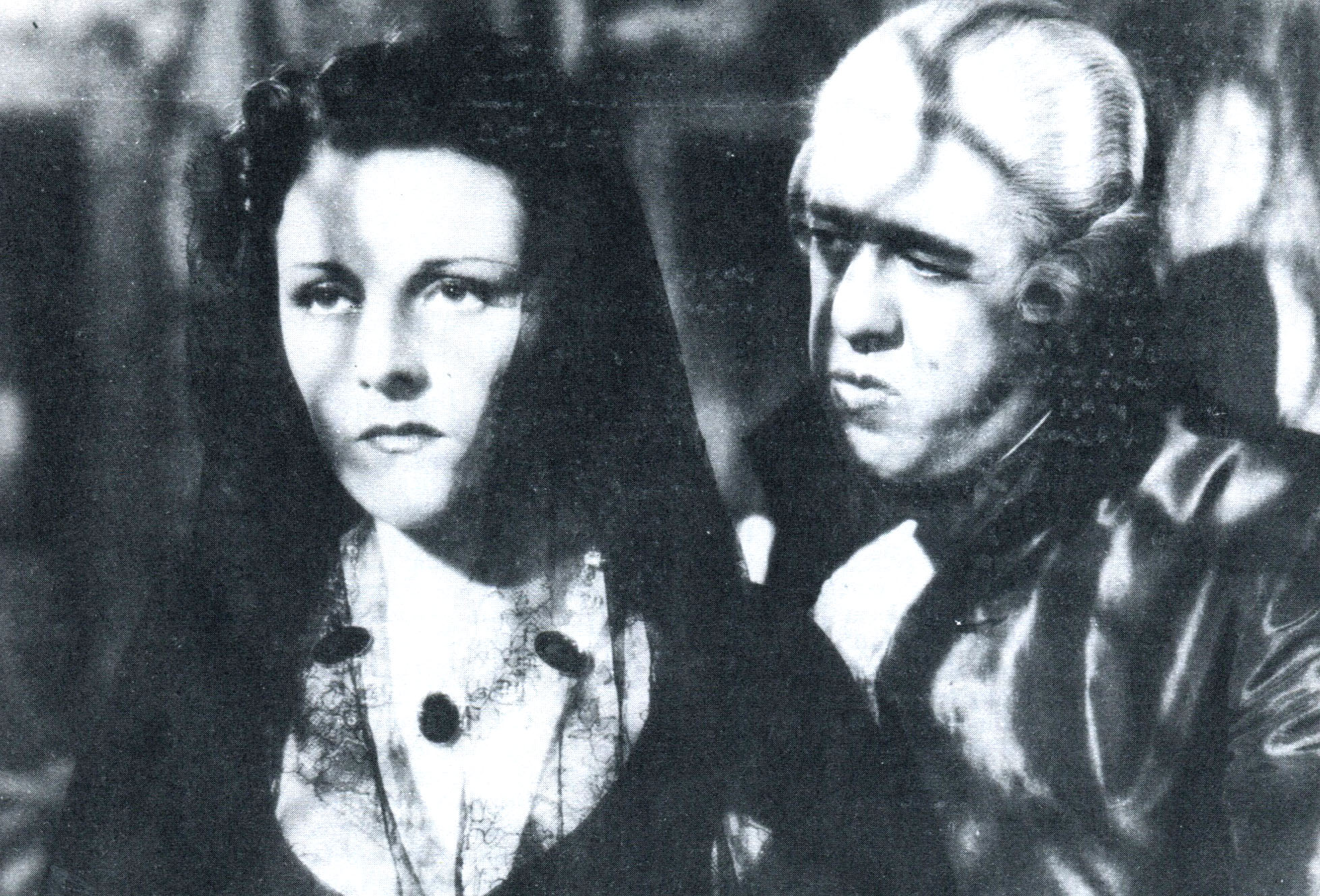
Imperio Argentina e Michel Simon

Roma, prima metà dell'Ottocento. La cantante di successo Floria Tosca è gelosa del suo amante Mario Cavaradossi, pittore e giacobino. Quando un altro rivoluzionario, il conte Angelotti, riesce a fuggire dal carcere si rifugia nella chiesa dove il pittore lavora. Qui viene assistito dalla marchesa Attavanti, sua sorella, che gli procura vesti femminili. Vestito da donna egli fugge riparandosi presso un rifugio procuratogli dal pittore, entrambi inseguiti da Scarpia, capo della polizia. Ma la Attavanti ha dimenticato nella chiesa un ventaglio e questo fa credere a Tosca che Cavaradossi la tradisca.
Scarpia, giocando sulla gelosia di Tosca, riesce a farle confessare dove si rifugia Angelotti, che viene arrestato. Anche Cavaradossi, suo complice, è condannato alla fucilazione, ma Scarpia promette a Tosca di fare una finta esecuzione se lei gli cederà. Tosca finge di accettare, ma poi pugnala Scarpia, il quale però aveva voluto ingannarla e Cavaradossi viene fucilato davvero. Impazzita dal dolore e consapevole di essere stata lei, con la sua gelosia assurda, a provocare la morte dell'amato, Tosca si suicida gettandosi dagli spalti di Castel Sant'Angelo.

## Produzione

### Pre-produzione
L'idea di portare sullo schermo con una produzione italiana, e per la prima volta con il sonoro (dopo quella interpretata da Francesca Bertini nel 1918), la drammatica vicenda ideata da Sardou, ebbe una gestazione lunghissima e numerosi cambi di programma. Le prime notizie sul film risalgono infatti all'inizio del 1938, quando veniva annunciata una coproduzione in tre versioni (italiana, francese e tedesca) interpretata da Marta Eggerth, Fosco Giachetti, Edwige Feuillère e diretta da Augusto Genina. 
Successivamente fu interpellata e sottoposta a un "provino" (ancora da Genina) l'attrice francese Junie Astor, mentre altre notizie davano come sicuri interpreti Amedeo Nazzari e Dolores del Río. Dopo alcuni mesi le cose cambiarono ancora e, in vista di una possibile coproduzione italo-francese, venne chiamato alla regia Jean Renoir, che si recò una prima volta a Roma nel 1939, ma poi quando la Francia dichiarò guerra alla Germania venne richiamato.
Ottenuto il congedo per motivi di salute egli tornò a Roma all'inizio del 1940 con il progetto di realizzare in Italia una serie di 6 film (di cui uno nell'ambiente della cave di marmo di Carrara), mentre per il ruolo di Tosca era stata scritturata Viviane Romance e si scrisse anche che il ruolo di Scarpia sarebbe stato assegnato al fratello del regista, Pierre..
Durante la preparazione del film Renoir spiegò quali erano i suoi intendimenti: «nonostante i pregi dell'opera di Puccini e del dramma di Sardou, credo di avere trovato la possibilità di presentare questo soggetto da un punto di vista diverso: mi sono messo nei panni di un regista di pellicole poliziesche».

### Riprese

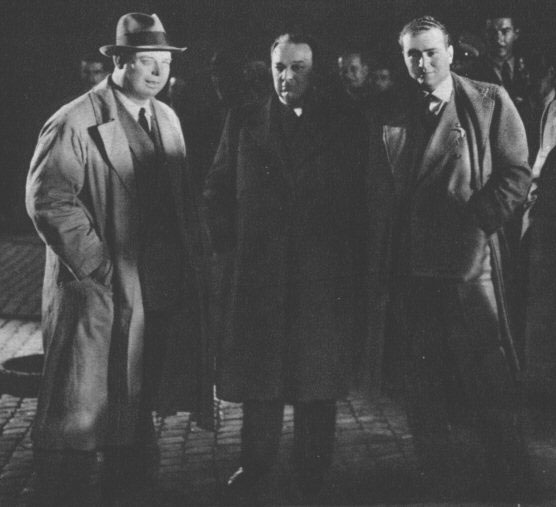
Maggio 1940: primo "set" di Tosca ancora con Jean Renoir (a sinistra) come regista. Al suo fianco, Michele Scalera e Vittorio Mussolini

Dopo la lunga preparazione, le riprese iniziarono finalmente la sera del 6 maggio 1940, ma dopo solo quattro giorni, la dichiarazione di guerra italiana costrinse Renoir a un precipitoso rientro, mentre la Romance, che non era ancora arrivata a Roma, dovette essere sostituita: i loro nomi scomparvero improvvisamente dalle notizie sul film mentre la coproduzione andò ovviamente in fumo, per cui restarono solo la Scalera e la Era Film, la casa di produzione di Vittorio Mussolini. La lavorazione si bloccò per qualche mese e solo nel settembre 1940 essa poté essere riavviata quando arrivò a Roma la nuova interprete, l'attrice e cantante argentino-spagnola Imperio Argentina, che venne poi doppiata da Giovanna Scotto. Carl Koch, che essendo tedesco non aveva problemi a restare in Italia ed era da tempo assistente di Renoir, lo sostituì alla regia e il nome del francese scomparve non solo dai titoli iniziali ma anche dall'elenco degli sceneggiatori, dove invece fu inserito quello di Alessandro De Stefani, che in realtà era stato solo il traduttore del testo.
Mentre gli interni furono realizzati negli stabilimenti Scalera, gli esterni vennero girati quasi tutti di notte, utilizzando ambienti di Roma resi suggestivi dalle luci cinematografiche, tanto che lo stesso Koch (come faranno anche alcuni commentatori) attribuirà alla città il ruolo di "prima attrice" del film. Molte scene furono girate in Santa Maria in Campitelli e nella piazza di Santa Cecilia. Il Castel Sant'Angelo fu utilizzato sia per esterni che per gli interni, mentre difficoltà ci furono a causa dell'iniziale diniego opposto dal governo di Vichy a utilizzare il Palazzo Farnese, di proprietà francese, un rifiuto che venne definito «grottesco rigore dei vinti», e che venne poi superato per intervento dell'ambasciata degli USA, mentre si dovette rinunciare a inquadrare alcuni monumenti in quanto circondati dalle protezioni antiaeree. Il film fu girato in presa diretta, senza doppiaggio, e anche in questo caso si dovette rinunciare ad alcune ambientazioni, a causa di rumori esterni difficilmente eliminabili.

### Interpreti
Le vicende della tormentata preparazione del film comportarono per Imperio Argentina l'esser considerata quale soluzione di ripiego, nonostante la fama che l'attrice aveva conquistato dapprima in America Latina, poi in Spagna e infine in Germania, dove aveva avuto successo con Notti andaluse. La sua interpretazione riscosse scarso apprezzamento nei commenti della critica, giudicata «sia fisicamente che drammaticamente al di sotto del suo personaggio», oppure «lontana, come tipo, dalla Tosca ideale», anche da parte di chi apprezzò il film, come del resto riconobbe anche il coproduttore Vittorio Mussolini, che la definì «debolissima», pur difendendo la sua scelta dovuta al tentativo di «far uscire il cinema italiano dalla sue frontiere».
Molti consensi riscosse invece l'attore svizzero Michel Simon, mentre per Rossano Brazzi Tosca fu una dei primi ruoli importanti da protagonista, per il quale venne selezionato personalmente da Renoir. Il ruolo di Massimo Girotti, già ridotto per via del suo richiamo militare, venne poi tagliato ulteriormente in sede di montaggio.

### Altri apporti
Sin dal suo primo viaggio in Italia Renoir chiamò a collaborare Luchino Visconti, che, al tempo del suo soggiorno francese, ne era già stato uno degli assistenti sul set di Una gita in campagna (1936). Il regista milanese collaborò alla sceneggiatura e successivamente seguì le riprese come aiuto del cineasta francese, restando nel cast anche quando Koch subentrò alla regia, curando in particolare le riprese notturne degli esterni in piazza Farnese e nel Castel Sant'Angelo, dove poi tornerà nel 1954 per girarvi alcune delle ultime scene di Senso. Per le musiche si utilizzarono quelle dell'opera di Puccini, anche se Tosca non è un film musicale, ma piuttosto "un'opera in prosa", e, in alcuni passaggi, i prestigiosi cantori della Cappella Sistina, benché all'inizio Renoir si fosse opposto a inserire dei temi musicali nel film.
I costumi furono inizialmente affidati a Veniero Colasanti, poi sostituito per contrasti con la produzione da Sensani, e rappresentarono un impegno produttivo consistente, dovendo vestire oltre 300 comparse con sfarzosi abiti di prelati, soldati, gendarmi, e vesti femminili in una scena (quella della processione) ripresa contemporaneamente da più macchine da presa di cui una su un ponte aereo. Nello staff produttivo di Tosca compaiono anche due vecchie conoscenze della cinematografia italiana: Giuseppe Barattolo, già fondatore (1914) della Caesar Film, e produttore negli anni dieci della Bertini, e l'anziano Arturo Ambrosio, fondatore a Torino nel lontano 1905 di una delle più importanti case di produzione che hanno fatto la storia degli albori del cinema italiano.

## Accoglienza
Terminate le riprese alla fine di novembre 1940, Tosca fu presentato a Roma con una "prima" al Supercinema che si tenne il 27 gennaio 1941. Il film ebbe un'accoglienza positiva dalla critica e un ottimo risultato commerciale.

### Critica contemporanea

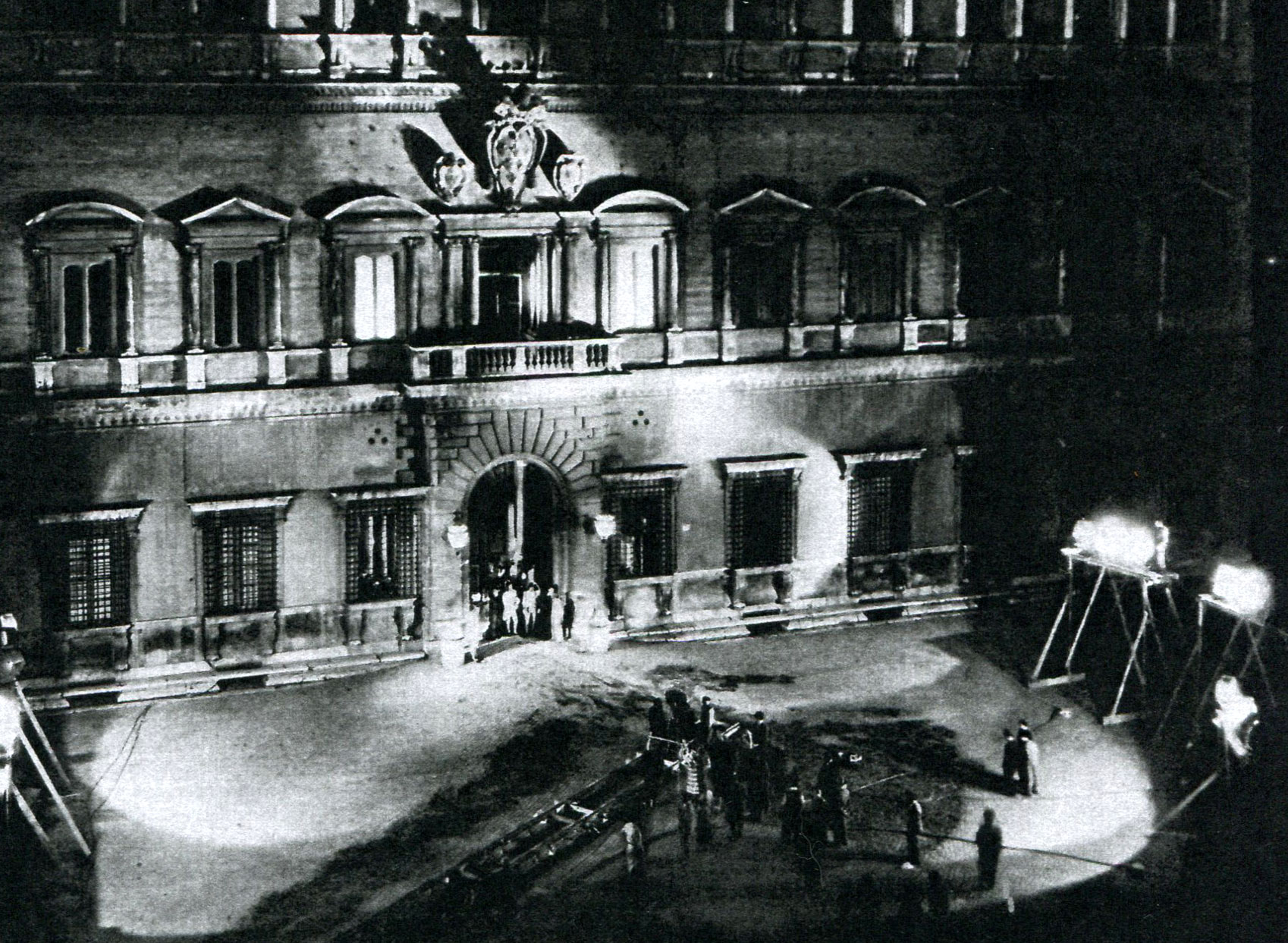
Il set notturno in piazza Farnese a Roma

L'impegno della Scalera venne riconosciuto da tutti i commentatori, molti dei quali misero in evidenza la qualità delle immagini della Roma antica e barocca che il film offriva:
«Tosca - scrisse Cinema - è uno sforzo produttivo imponente e riuscito. Il regista si dimostra un tecnico eccezionale ed un narratore sensibile. La sua firma sta nei movimenti di macchina d'una scioltezza rara», mentre il severo critico Adolfo Franci riconobbe che «nonostante cambiamenti e sconvolgimenti il film è riuscito benissimo (offrendo) soprattutto una personalissima interpretazione di Roma antica, la quale vi occupa una porzione centrale; poche volte si era vista una città, lo scenario vero di una grande e gloriosa città, servire così bene».
L'aspetto figurativo del film fu al centro anche di altri commenti: «Delle tante Tosca periodicamente girate questa si distingue per un suo carattere tutto particolare, di essere cioè una Tosca romana. immersa nel grande clima paesistico della città barocca e papale, sì che il contrasto delle passioni è amplificato dal plastico chiaroscuro dei drappeggi»; ancora più esplicitamente per Film «il maggior pregio [di Tosca] è Roma, fotografata con intelligenza e senso artistico eccezionale da Arata».

### Risultato commerciale
In base ai dati disponibili, Tosca ottenne un notevole successo di pubblico e di incassi, superando i 12 milioni di lire dell'epoca d'introito. Un risultato che, in base agli stessi dati, situa il film della Scalera al secondo posto degli incassi per l'anno 1941, superato solo dagli oltre 18 milioni ottenuti da I promessi sposi di Mario Camerini.

### Critica successiva
Con il passare del tempo, questa versione cinematografica di Tosca fu ricordata più per le sue vicissitudini produttive che per il valore in sé del film, che si inseriva in un "filone", molto in voga in quegli stessi anni, di pellicole in costume tratte da opere musicali, come la Manon Lescaut di Carmine Gallone del 1940, il Don Pasquale di Camillo Mastrocinque del 1940, o L'elisir d'amore di Amleto Palermi del 1941, nei quali le opere di riferimento sono semplici pretesti per raccontare delle vicende drammatiche. Più recentemente anche la scheda del Mereghetti evidenza la capacità del film di «immergere la storia nel clima paesistico ed architettonico della Roma barocca e papale».

### Riconoscimenti
Per i costumi di Tosca, a Gino Carlo Sensani venne attribuito il Premio della cinematografia italiana per la stagione 1940-1941, un attestato che veniva assegnato annualmente per iniziativa del Ministero della cultura popolare in occasione della Mostra di Venezia.